# Il ladro di Bagdad (film 1961)
Il ladro di Bagdad è un film del 1961 diretto da Arthur Lubin e Bruno Vailati.

## Trama
La principessa di Bagdad è ammalata di un male incurabile; solo un introvabile fiore magico, la rosa azzurra, potrà ridarle la salute. Molti giovani si gettano nell'impresa apparentemente impossibile di recuperarlo, e fra questi il ladro Karim, che dopo molte peripezie riesce. Ma nel frattempo il perfido principe Omar assedia la città, volendo prendere di prepotenza la bella. Karim riesce a sconfiggerlo grazie all'ausilio di forze sovrannaturali che impara ad evocare attraverso una perla magica ricevuta in dono. Alla fine l'eroe viene accolto dal sultano ed ottiene la mano della principessa.

## Produzione
Il film è il terzo che prende spunto dalle favole de Le mille e una notte. Le altre versioni precedenti sono:
- Il ladro di Bagdad del 1924
- Il ladro di Bagdad del 1940

### Riprese
Gli interni furono girati negli stabilimenti Titanus a Roma; alcuni esterni furono girati in Tunisia, tra cui presso la Grande moschea di Qayrawan; altri presso le cascate di Monte Gelato, a pochi chilometri da Roma.

## Distribuzione
Fu distribuito a partire dal 23 marzo 1961.

## Critica
(Leo Pestelli)